# 1374 Isora
1374 Isora, ou sua designação alternativa 1935 UA, é um asteroide cruzador de Marte. Ele possui uma magnitude absoluta de 13,1.

## Descoberta
1374 Isora foi descoberto no dia 21 de outubro de 1935 pelo astrônomo belga Eugène Joseph Delporte através do observatório de Uccle (Bélgica).

## Características orbitais
A órbita de 1374 Isora tem uma excentricidade de 0,2780234 e possui um semieixo maior de 2,2512039 UA. O seu periélio leva o mesmo a uma distância de 1,6253165 UA em relação ao Sol e seu afélio a 2,877 UA.